# عملية ليندة

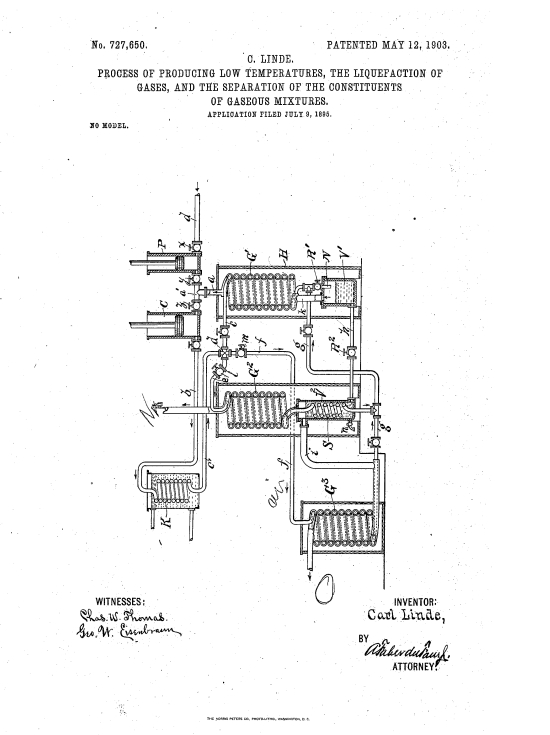
براءة اختراع تظهر مخطط عملية ليندة.

عملية ليندِة (Linde process)، والتي تعرف أيضاً باسم دورة ليندة-هامبسون Hampson–Linde cycle، هي عملية كيميائية تستخدم من أجل فصل غازات الهواء الرئيسية وهي النتروجين والأكسجين والآرغون، وذلك من خلال عملية التسييل اعتماداً على تأثير جول-طومسون. أثناء العملية يتم الوصول إلى درجات حرارة منخفضة تقع في المجال بين 77 إلى 100 كلفن.
طوّرت هذه العملية من قبل العالم الألماني كارل فون ليندة سنة 1895. مع العلم أن المخترع البريطاني وليام هامبسون William Hampson كان قد أعلن الاكتشاف ذاته في نفس العام.

## الوصف
بشكل مشابه للعمليات التقنية المستخدمة في دورة سيمنز، فإن عملية ليندة تستخدم تغيرات درجة الحرارة الناتجة عن ضغط وتخفيف ضغط الغاز. يكمن الفرق بين العمليتين أن دورة سيمنز تتطلب من الغاز القيام بشغل خارجي من أجل تخفيض درجة حرارته، فإن دورة ليندة تعتمد فقط بالكامل على الشغل المنجز مقابل/ ضد القوى بين الجزيئية الخاصة به. في هذه الحالة تكون هذه العملية أقل كفاءة من دورة سيمنز، وخاصة عند درجات الحرارة المرتفعة، إلا أن عملية ليندة تتطلب تجهيزات أقل، إذ أن الطرف البارد لا يحتاج إلى أجزاء متحركة.

## اقرأ أيضاً
- تأثير جول-طومسون

## للمزيد
- Timmerhaus، K. D؛ Richard Palmer Reed، R (2007). Cryogenic Engineering: Fifty Years of Progress. ص. 8. مؤرشف من الأصل في 2019-12-10. {{استشهاد بكتاب}}: الوسيط غير المعروف |الرقم المعياري= تم تجاهله يقترح استخدام |ردمك= (مساعدة)
- Almqvist، Ebbe (2003). History of industrial gases. ص. 160. مؤرشف من الأصل في 2019-12-10. {{استشهاد بكتاب}}: الوسيط غير المعروف |الرقم المعياري= تم تجاهله يقترح استخدام |ردمك= (مساعدة)